# مانفيل (تكساس)
مانفيل (بالإنجليزية: Manvel)‏ هي مدينة أمريكية تقع في ولاية تكساس.تبلغ مساحة هذه المدينة 60.4 (كم²)،ويبلغ عدد سكانها 7160 نسمة حسب إحصاء سنة 2010 م. تشير إحصاءات سنة 2000م بأن الكثافة السكانية في هذه المدينة تقدر بـ(84) نسمة/كم2.

## التركيبة السكانية
حدّد مكتب تعداد الولايات المتحدة بيانات التركيبة السكانية لمانفيل في تعداد الولايات المتحدة. في ما يلي، التركيبة السكانية حسب تعدادي 2000 و2010.

### تعداد عام 2000
بلغ عدد سكان مانفيل 3,046 نسمة بحسب تعداد عام 2000، وبلغ عدد الأسر 1,085 أسرة وعدد العائلات 870 عائلة مقيمة في المدينة. في حين سجلت الكثافة السكانية 42.8 نسمة لكل كيلومتر مربع (110.9/ميل2). وبلغ عدد الوحدات السكنية 1,148 وحدة بمتوسط كثافة قدره 16.1 لكل كيلومتر مربع (41.7/ميل2).
وتوزع التركيب العرقي للمدينة بنسبة 91.23% من البيض و2.33% من الأمريكيين الأفارقة و0.46% من الأمريكيين الأصليين و0.56% من الأمريكيين ذوي الأصول الآسيوية و3.91% من الأعراق الأخرى و1.51% من عرقين مختلطين أو أكثر و12.87% من الهسبانيون أو اللاتينيون من أي عرق.
بلغ عدد الأسر 1,085 أسرة كانت نسبة 40.6% منها لديها أطفال تحت سن الثامنة عشر تعيش معهم، وبلغت نسبة الأزواج القاطنين مع بعضهم البعض 67.9% من أصل المجموع الكلي للأسر، ونسبة 7.6% من الأسر كان لديها معيلات من الإناث دون وجود شريك، بينما كانت نسبة 4.7% من الأسر لديها معيلون من الذكور دون وجود شريكة وكانت نسبة 19.8% من غير العائلات. تألفت نسبة 15.5% من أصل جميع الأسر من عدة أفراد يعيشون في نفس المنزل ونسبة 4.4% كانت تتألف من شخص يعيش بمفرده يبلغ من العمر 65 عاماً أو أكثر. وبلغ متوسط حجم الأسرة المعيشية 2.80، أما متوسط حجم العائلات فبلغ 3.13.
بلغ العمر الوسطي للسكان 38.4 عاماً. وكانت نسبة 25.8% من القاطنين تحت سن الثامنة عشر، وكانت نسبة 7% بين الثامنة عشر والرابعة والعشرين عاماً، ونسبة 29.8% كانت واقعةً في الفئة العمرية ما بين الخامسة والعشرين والرابعة والأربعين عاماً، ونسبة 28.7% كانت ما بين الخامسة والأربعين والرابعة والستين، ونسبة 8.5% كانت ضمن فئة الخامسة والستين عاماً فما فوق. يوجد لكل 100 أنثى 100.5 ذكر، ويوجد لكل 100 أنثى في الثامنة عشر من عمرها فما فوق 98.2 ذكر.

### تعداد عام 2010
بلغ عدد سكان مانفيل 5,179 نسمة بحسب تعداد عام 2010، وبلغ عدد الأسر 1,846 أسرة وعدد العائلات 1,419 عائلة مقيمة في المدينة. في حين سجلت الكثافة السكانية 72.7 نسمة لكل كيلومتر مربع (188.3/ميل2). وبلغ عدد الوحدات السكنية 1,983 وحدة بمتوسط كثافة قدره 27.8 لكل كيلومتر مربع (72.0/ميل2).
وتوزع التركيب العرقي للمدينة بنسبة 66.52% من البيض و17.01% من الأمريكيين الأفارقة و0.46% من الأمريكيين الأصليين و5.19% من الأمريكيين ذوي الأصول الآسيوية و0.12% من سكان جزر المحيط الهادئ و8.44% من الأعراق الأخرى و2.26% من عرقين مختلطين أو أكثر و22.55% من الهسبانيون أو اللاتينيون من أي عرق.
بلغ عدد الأسر 1,846 أسرة كانت نسبة 40.2% منها لديها أطفال تحت سن الثامنة عشر تعيش معهم، وبلغت نسبة الأزواج القاطنين مع بعضهم البعض 61.1% من أصل المجموع الكلي للأسر، ونسبة 10.7% من الأسر كان لديها معيلات من الإناث دون وجود شريك، بينما كانت نسبة 5% من الأسر لديها معيلون من الذكور دون وجود شريكة وكانت نسبة 23.1% من غير العائلات. تألفت نسبة 18.4% من أصل جميع الأسر من عدة أفراد يعيشون في نفس المنزل ونسبة 4.4% كانت تتألف من شخص يعيش بمفرده يبلغ من العمر 65 عاماً أو أكثر. وبلغ متوسط حجم الأسرة المعيشية 2.80، أما متوسط حجم العائلات فبلغ 3.19.
بلغ العمر الوسطي للسكان 36.6 عاماً. وكانت نسبة 26.5% من القاطنين تحت سن الثامنة عشر، وكانت نسبة 6.7% بين الثامنة عشر والرابعة والعشرين عاماً، ونسبة 29.4% كانت واقعةً في الفئة العمرية ما بين الخامسة والعشرين والرابعة والأربعين عاماً، ونسبة 27.8% كانت ما بين الخامسة والأربعين والرابعة والستين، ونسبة 9.6% كانت ضمن فئة الخامسة والستين عاماً فما فوق. وتوزع التركيب الجنسي للسكان بنسبة 50.1% ذكور و49.9% إناث.